# 静和病院
静和病院（せいわびょういん）は、静岡県賀茂郡東伊豆町にあった、医療法人社団静和会が運営していた病院である。伊豆半島で最大級の病床数を有する。
「やさしさの丘に307床」
最寄り駅は伊豆熱川駅。
2010年（平成22年）9月30日閉院。

## 診療科
- 内科
- リハビリテーション科
- 婦人科
- 外科
- 整形外科
- 心臓血管外科
- 肛門科

## 主な出来事

### 診療報酬不正受給事件
2008年（平成20年）4月23日、静岡県警による家宅捜査で発覚した「診療報酬水増し請求詐欺」及び「健康保険法違反」の事件。
- 2008年（平成20年）
  - 4月23日　下田署と県警生活環境課が、健康保険法違反と詐欺の疑いで、東伊豆町の静和病院を家宅捜査。
  - 8月25日　下田署などが、当時の院長と事務長から任意で事情聴取。
  - 10月10日　伊東市の雑木林で、元職員の女性が、首つり自殺しているのが見つかる。
  - 11月7日　下田署などが、健康保険法違反の疑いで、事務長（当時）と事務職員の2人を逮捕。
  - 11月28日　下田署などが、詐欺容疑で事務長（当時）を再逮捕、看護部顧問ら2人を逮捕。静岡地方検察庁沼津支部は、健康保険法違反の罪で、事務長（当時）を起訴。
  - 12月18日　静岡地検沼津支部は、詐欺容疑で、事務長（当時）ら3人を起訴。
- 2009年（平成21年）
  - 1月13日　病院長（理事長）（当時）を逮捕[1]。
  - 4月　病院長（理事長）に、田中淳介が就任
- 2010年（平成22年）3月10日　静岡地方裁判所沼津支部が、元院長に懲役6年6月、元事務長に懲役5年6月の、それぞれ実刑判決を言渡し[2]。

### ヘリコプター問題
普段、駐車場として使用されているヘリポートを有するが、病院の建物によってプロペラの風が反射されるなどの悪条件のため、離着陸は難しいとされ、病院所有以外のヘリが着陸を断ってくることもたびたびあった。